# Санкт-Мариен
Санкт-Мариен (нем. Sankt Marien) — коммуна (нем. Gemeinde) в Австрии, в федеральной земле Верхняя Австрия.
Входит в состав округа Линц. Население составляет 4550 человек (на 1 января 2007 года). Занимает площадь 38 км². Официальный код — 41020.

## Политическая ситуация
Бургомистр коммуны — Хельмут Темпль (АНП) по результатам выборов 2003 года.
Совет представителей коммуны (нем. Gemeinderat) состоит из 25 мест.
- АНП занимает 12 мест.
- СДПА занимает 10 мест.
- Зелёные занимают 2 места.
- АПС занимает 1 место.